# معركة بلطيم
معركة بلطيم، (وتعرف باسم معركة دمياط، معركة بلطيم-دمياط، معركة دمياط-البرلس)، هي معركة وقعت بين القوات البحرية الإسرائيلية والقوات البحرية المصرية في 8-9 أكتوبر، 1973، أثناء حرب أكتوبر. وقعت في دلتا النيل، بين بلطيم ودمياط. اندلعت المعركة عندما توجهت ستة قوارب صواريخ سَعَر إسرائيلية إلى بورسعيد حيث اشتبكت مع أربع قوارب صواريخ أوسا مصرية جاءت من الإسكندرية. استغرقت المعركة حوالي 40 دقيقة. أطلقت القوارب المصرية أربع صواريخ ستيكس، ضربت هدفها، ثم جائت الأوامر بلعوده إلى الإسكندرية، حيث بدأت القوارب الإسرائيلية في مطاردتها. غرق قاربين بعد إصابتهما بصواريخ گابريل في غضون 10 دقائق، وغرق القارب الثالث بعد 25 دقيقة. وعاد القارب الرابع إلى القاعدة في الإسكندرية.
و قد أدت معركة بلطيم، إلى أصابه أحد لنشات الصواريخ الإسرانيلية من طراز سَعَر 3 مما أدى إلى بطء سرعة تحركه في طريق عودته إلى ميناء حيفا الأمر الذي سمح لطائرات القوات الجوية المصرية بملاحقته وقام تشكيل من المقاتلات المصرية من طراز ميج 21 بإغراق لنش صواريخ سَعَر 3 إسرائيلي قبل عودته إلى قاعدته في ميناء حيفا بعد أطلاق عدد (2) صاروخ K-13 عليه مما أدى إلى إصابته أصابه مباشرة أدت إلى غرقه. وقد تأكد إغراق ذلك اللنش من طراز سَعَر 3 وحصل قائد تشكيل المقاتلات المصرية على وسام الجمهورية من الطبقة الأولى لنجاحه في إغراق تلك القطعة البحرية الإسرائيلية ومنع عودتها إلى قاعدتها.

## الهوامش
1. ↑  Herzog and Gazit (2005), p. 312
2. ↑  Dupuy (2002), p. 563